# Ітлар
Ітлар (*д/н —1095) — половецький ватажок (іноді його називають ханом) з наддніпрянських половців. Був засновником племені ітлар.

## Життєпис
Походив з клану Тертер-оба, втім про батьків Ітлара нічого невідомо. Можливо був родичем хана Тугоркана. Вважають, що Ітлар був учасником походів проти руських князівств.
У 1095 році разом з ханом Кітаном (з донецьких половців) прибув до Переяславського князівства, де тоді панував Володимир Мономах. Причини цього у деяких джерелах різняться: за одними — намагався укласти мирний договір з Мономахом, а за іншими — обговорити умови щорічної данини. При цьому Ітлар зайшов до Переяслава, взявши заручником Святослава Володимировича, а Кітан залишився за стінами міста.
За порадою великого князя Київського Святополка II, воєводи Ратибора і боярина Слов'яти Володимир Мономах, після нетривалого вагання, погодився вбити половецьких ханів. Спочатку Слов'ята допоміг Святославу Володимировичу втекти з половецької ставки. Після цього завдано удару половецьким вежам Кітана, водночас Олбег Ратиборович підступно вбив Ітларя, поціливши в нього з лука через отвір у даху. Втім, врятувався син останнього в Чернігові, якого відмовився видати Олег Святославович. Вбивство Ітларя і Кітана спровокувало запеклу війну половців на чолі із Тугорканом, Боняком й Курею проти великого князівства Київського.
Ітларя вважають прототипом билинного персонажа Ідола (Ідолища, Ідолища Поганого).